# Vlhkoměr

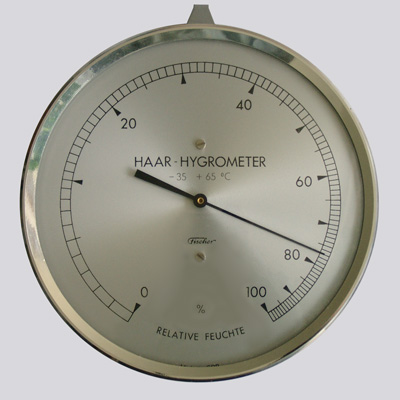
Vlasový vlhkoměr

Vlhkoměr neboli hygrometr je měřicí přístroj ukazující relativní vlhkost vzduchu nebo jiné látky.

## Pro měření vlhkosti vzduchu

### Vlasový vlhkoměr
Klasická konstrukce vlhkoměru je založena na hygroskopických (schopnost pohlcovat a udržovat vlhkost) vlastnostech lidských vlasů. Ty mění svou délku v závislosti na vlhkosti. Základem přístroje je několik odmaštěných vlasů (nejvhodnější jsou přírodně blonďaté vlasy), které jsou v přístroji napnuty tak, aby k nim měl přístup vzduch, jehož vlhkost měříme. Změna délky vlasů, která činí pro rozsah vlhkosti 0,0–100,0 % asi 2,5 %, je přes pákový převod zobrazována ručičkou přístroje. Pod bodem mrazu dosahuje větší přesnosti než psychrometr. Tento vlhkoměr patří k historicky nejstarším.

### Psychrometr
Psychrometr funguje na principu porovnání teplot suchého a vlhkého čidla, jejich rozdíl je úměrný relativní vlhkosti.

### Elektrolytický vlhkoměr
Elektrolytické vlhkoměry vyhodnocují vzdušnou vlhkost okolního prostředí, která reaguje ve speciálním roztoku s elektrolyticky vylučovanou chemickou látkou. Elektrický náboj prošlý senzorem v tomto uspořádání je úměrný absolutní vlhkosti vzduchu. Tyto vlhkoměry se vyznačují zejména dlouhodobou stabilitou.

## Pro měření vlhkosti půdy
Půdní vlhkoměry pracují na různých principech:
- kapacitní vlhkoměr
- odporový vlhkoměr
- TDR (time domain reflectometry) vlhkoměr
- neutronový vlhkoměr
- vlhkoměr s gama zářičem